# Rugoppia luisiae
Rugoppia luisiae är en kvalsterart som beskrevs av Sandór Mahunka 1986. Rugoppia luisiae ingår i släktet Rugoppia och familjen Oppiidae. Inga underarter finns listade i Catalogue of Life.